# George F. Williams
George Fred Williams fue representante de Estados Unidos en Massachusetts y enviado extraordinario y ministro plenipotenciario tanto en Grecia como en Montenegro.

## Primeros años y carrera
Nacido en Dedham, Massachusetts, Williams asistió a escuelas privadas, se graduó de Dedham High School en 1868 y de Dartmouth College en 1872. Sus padres eran Captain y Henrietta (de soltera Rice Williams. Su madre era maestra de escuela dominical en la Iglesia Congregacional Allin). Estudió en las Universidades de Heidelberg y Berlín y también estudió derecho en la Universidad de Boston, Boston, Massachusetts.
Enseñó en una escuela en West Brewster, Massachusetts en 1872 y 1873. También fue reportero del Boston Globe. Fue admitido en el colegio de abogados en 1875 y ejerció en Boston. Editó Citaciones de casos de Massachusetts de Williams en 1878 y los volúmenes 10 a 17 del Annual Digest of the United States 1880 a 1887.

## Vida pública
Inicialmente republicano, Williams abandonó el partido en la revuelta Mugwump de 1884 y finalmente se unió al Partido Demócrata. Se desempeñó como miembro del Comité Escolar de Dedham antes de ser elegido miembro de la Cámara de Representantes de Massachusetts en 1890. Williams fue elegido miembro del 52.º Congreso (4 de marzo de 1891 - 3 de marzo de 1893), pero perdió una candidatura a la reelección en 1892 para el Quincuagésimo Tercer Congreso.
Reanudó el ejercicio de la abogacía en Boston, Massachusetts y fue un candidato demócrata fracasado a gobernador en 1895, 1896 y 1897. Se desempeñó como delegado en varias convenciones demócratas estatales y en las convenciones nacionales demócratas en 1896, 1900, 1904 y 1908. En la convención de 1896, se opuso al establecimiento del partido estatal al abandonar el plan de oro apoyado por el resto de la delegación y apoyó a William Jennings Bryan para la presidencia. Esta acción causó un daño tremendo a sus futuras perspectivas electivas dentro del partido.
Williams fue nombrado ministro en Grecia y Montenegro por el presidente Woodrow Wilson, cargo que ocupó en 1914. Renunció a este cargo después de una visita a Albania y fue testigo de los trágicos civiles albaneses asesinados y dejados morir de hambre por el régimen actual.

## Vida tardía
Reanudó el ejercicio de la abogacía hasta su jubilación en 1930 y murió en Brookline, cerca de Boston, el 11 de julio de 1932. Fue enterrado en el cementerio Old Village de Dedham.